# Categoria dei sottufficiali
La categoria dei sottufficiali è una categoria delle forze armate italiane, composta dal personale in servizio permanente appartenente ai ruoli dei "sergenti/sovrintendenti" e dei "marescialli/ispettori".

## Storia
Precedentemente a questa divisione di ruoli, dal 1965 la carriera di sottufficiale è stata comunque abbinata al conseguimento di una specializzazione militare o tecnica tesa ad orientare sia a livello di mansione che culturale la carriera.
Il decreto legislativo 12 maggio 1995 n.196 concernente il riordino dei ruoli, modifica alle norme di reclutamento, stato ed avanzamento del personale non direttivo delle forze armate italiane, furono introdotti i seguenti ruoli in seno alle categorie del personale non direttivo: marescialli, sergenti e truppa in servizio permanente.
Nella categoria dei sottufficiali, furono istituiti due ruoli: il ruolo dei sergenti in servizio permanente e il ruolo dei marescialli.

## Modalità di reclutamento
Oggi, i marescialli delle varie forze armate vengono reclutati attraverso un concorso pubblico aperto a giovani in possesso di un diploma di istruzione secondaria di secondo grado (purché consenta l'iscrizione ai corsi universitari) e frequentano un iter di studi biennale più un anno applicativo, al termine del quale conseguono la laurea in Scienze organizzative e gestionali presso l'Università degli studi della Tuscia oppure la laurea in Infermieristica se vengono assegnati al Corpo di Sanità.
I corsi sono tenuti presso la Scuola Sottufficiali di Viterbo per il personale dell'Esercito Italiano, presso Mariscuola Taranto o Mariscuola La Maddalena per la Marina Militare o presso la Scuola Marescialli dell'Aeronautica con sede presso l'Aeroporto T.Fabbri di Viterbo per gli allievi dell'Aeronautica Militare.

## Collocamento nella gerarchia militare
La categoria dei sottufficiali rappresenta il primo livello della gestione dell'autorità nel mondo militare dopo i graduati di truppa (es. caporali, caporal maggiori, caporalmaggiori scelti). Pur essendo impiegati in quasi tutte le specializzazioni della struttura militare, rivestono una funzione essenziale di intermediari nel rapporto tra ufficiali e la "truppa", rapporto che, in alcune forze armate del mondo, non viene incoraggiato.

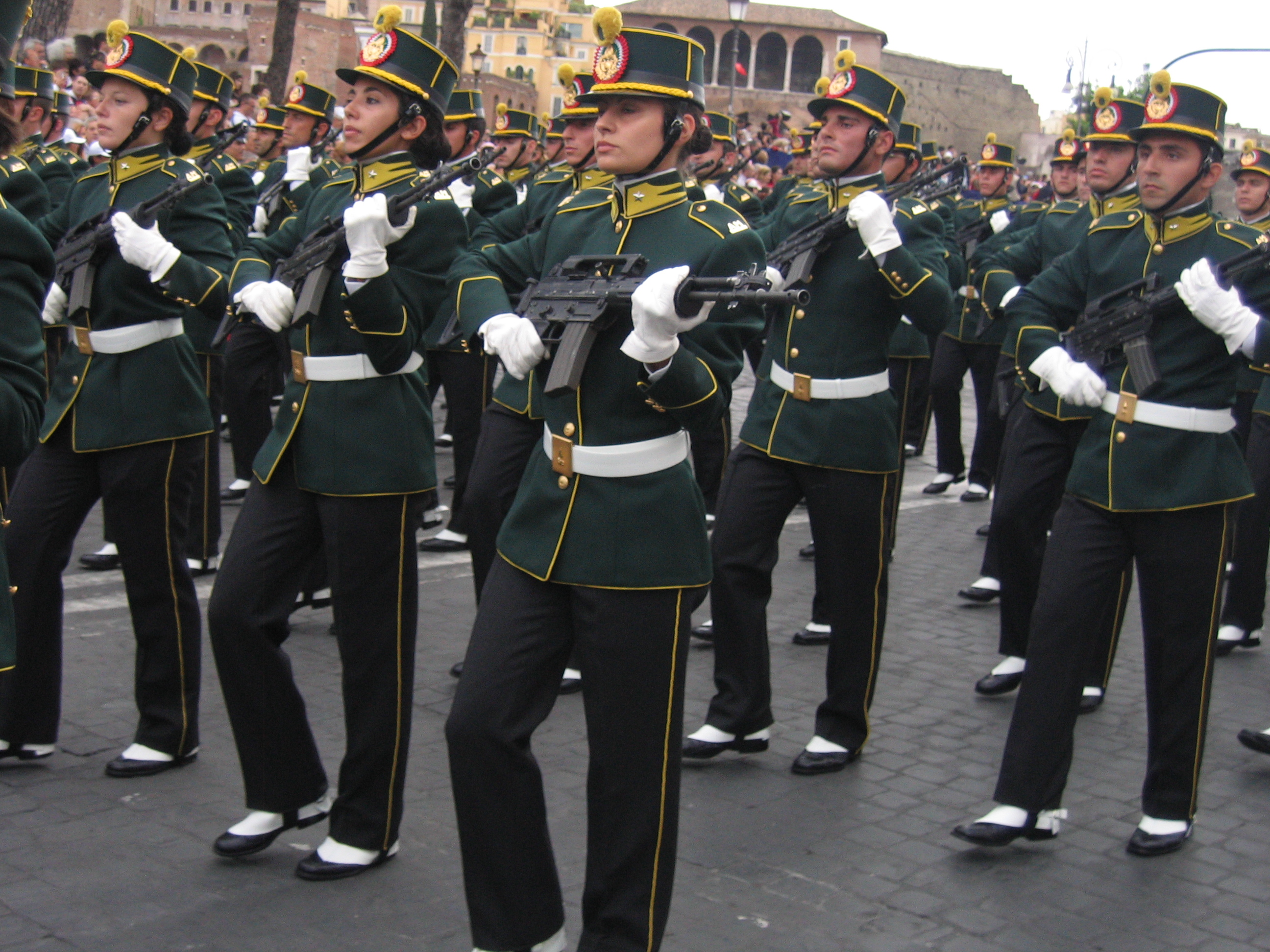
Allievi della Scuola ispettori e sovrintendenti della Guardia di Finanza

Per questo motivo i Sottufficiali, soprattutto quelli di staff (cioè quelli equivalenti agli italiani "marescialli"), godono di grande rispetto da parte degli ufficiali e dell'organizzazione in genere.

Inoltre, poiché gli ufficiali iniziano la carriera in una posizione in cui hanno autorità, ma mancano di esperienza, è spesso compito dei sottufficiali affiancarli, istruirli e addestrarli sul campo. Va anche ricordato, che con la riforma, i marescialli oggi assumono competenze che una volta erano di esclusivo appannaggio degli ufficiali, come il comando dei plotoni, vera novità della riforma del ruolo. Un sottufficiale in posizione apicale nel Ruolo marescialli spesso sostituisce nelle loro attribuzioni gli ufficiali inferiori, in Italia e anche all'estero.
Per questa loro grande esperienza e formazione di alto livello, una parte dei ranghi degli ufficiali delle forze armate e di Polizia viene alimentata da sottufficiali provenienti proprio dal ruolo marescialli. I marescialli che vengono "promossi" nei ranghi degli ufficiali entrano nel cosiddetto Ruolo speciale degli ufficiali. La differenza principale tra Ruolo normale (ufficiali provenienti dall'accademia militare o laureati reclutati a nomina diretta) e ruolo speciale (ufficiali di complemento confermati in servizio permanente, sottufficiali promossi) sta principalmente nello sviluppo di carriera, che nel secondo caso è di norma limitato al grado massimo di colonnello. Inoltre gli incarichi più prestigiosi e delicati, come il comando di Reggimenti, unità di rappresentanza, importanti incarichi di Stato Maggiore e di formazione degli ufficiali e dei cadetti, sono di norma riservati agli ufficiali del ruolo normale, mentre a quelli del ruolo speciale sono di norma riservati impieghi presso Comandi minori, territoriali, incarichi minori di staff. Anche la frequenza dei corsi di eccellenza delle forze armate (Stato Maggiore) sono generalmente destinati agli ufficiali del ruolo normale. 
Nei reparti la figura del Sottufficiale di compagnia o batteria/squadrone coadiuva il comandante, e ne è il braccio destro. Esistono poi le figure del sottufficiale decano (normalmente il più anziano) e quella del Sottufficiale di corpo, paragonabile ai Command Sergeant Major USA, vero tramite tra la truppa ed il Comandante.

## Funzioni
Per il ruolo dei sergenti in s.p. furono attribuite le seguenti funzioni:
2. Il personale appartenente al ruolo dei sergenti della categoria "nocchieri di porto" del corpo delle capitanerie di porto della marina militare, svolge, oltre agli specifici incarichi caratteristici del proprio ruolo, anche funzioni di ufficiale di polizia giudiziaria, ai sensi del codice della navigazione e delle altre leggi che lo prevedono”.»
Per i carabinieri e per i finanzieri la categoria "sottufficiali" è stata sostituita dalle categorie dei "sovrintendenti" (vicebrigadiere, brigadiere, brigadiere capo) e degli "ispettori" (maresciallo, maresciallo ordinario, maresciallo capo, maresciallo maggiore, luogotenente e luogotenente carica speciale); mentre al ruolo sovrintendenti si accede solo da appuntati o finanzieri, previo corso semestrale, al ruolo ispettori si accede anche direttamente dall'esterno, con diploma di maturità che permetta l'iscrizione ad un corso universitario e previo superamento di un corso accademico biennale sul modello delle altre forze armate.
I due ruoli hanno ormai funzioni nettamente diverse, essendo l'ispettore addetto, di norma, al comando di articolazioni interne (ad esempio il comando delle stazioni dell'Arma dei Carabinieri è affidato a marescialli che hanno raggiunto almeno il grado di maresciallo capo o comunque una certa anzianità di servizio) o di reparti od impiegato in attività investigativa e operazioni di taglio particolarmente operativo; può altresì essere impiegato, a differenza dei sovrintendenti, in attività di insegnamento teorico presso le scuole od i reparti. I sovrintendenti possono comunque fungere da istruttori militari, e generalmente comandano una pattuglia.